# 16
Glej tudi: število 16
16 (XVI) je bilo prestopno leto, ki se je po julijanskem koledarju začelo na sredo.

## Dogodki
- Rimska vojska pod poveljstvom Germanija zmaga v bitki pri reki Weser.